# رابرت سی. هندریکسون
رابرت سی. هندریکسون (به انگلیسی: Robert C. Hendrickson) سناتور سابق عضو حزب جمهوری‌خواه ایالات متحده آمریکا بود. وی در سال ۱۹۴۹ تا ۱۹۵۵ میلادی سناتور ایالت نیوجرسی در سنای ایالات متحده آمریکا بود.